# 莲花汽车
蓮花汽车（Lotus Cars），中国大陆名莲花跑车、路特斯，是一家源自英国的跑車、賽車制造商。该公司因设计与制造划时代的赛车与生产极度轻量和拥有传奇性操控特色的汽车而著名。路特斯亦有提供工程顾问服务，为其他汽车公司开发懸吊系統。
路特斯跑车传统上被视为和德国的保时捷和意大利的法拉利鼎足的世界三大跑车和赛车的品牌。其在六七十年代时于一級方程式等赛车运动中成绩斐然。直到创始人科林·查普曼在1982年英年早逝。

## 歷史
該公司的基地位於英國東部，初期為蓮花工程有限公司，由有影響力的工程師科林·查普曼在1948年創立。最初該公司的工廠是一些在Hornsea鐵道酒店後面的殘舊馬廄。蓮花隊伍於1958年至1994年在一級方程式比賽上活躍。從60年代蓮花開始使用鄰近諾威奇的Hethel的現代工廠與道路測試設備。
其不以蠻力而用极致轻量化取勝的小跑車，在油價高企和禁止加油站賣含鉛汽油的情况下搶佔了國際跑車市場，七八十年代名車Esprit更被部分人認為是英國第一款超跑。而Chapman在1982年死於心臟病，享年54歲。從一個酒館老闆以及將廣告引入汽車比賽的商人，到成為一個在戰後英國擁有數百萬身家的實業家。一生中，他在賽車及汽車上製造了無數的成功，曾在一級方程式世界錦標賽上獲得七次勝利。
1986年該公司被GM收購。在1993年8月27日GM以3億歐元出售蓮花給盧森堡的A.C.B.N. Holdings S.A.，一家由意大利商人Romano Artioli控制的公司，他亦擁有布加迪汽車。1996年大部份蓮花的股份出售給馬來西亞的寶騰公司。
2005年寶騰公司將蓮花組織為蓮花集團，將蓮花汽車和蓮花工程分離。
2015年12月28日雷諾象征性支付1英鎊向Genii資本收購蓮花車隊90%股份。
2017年5月24日，吉利收购莲花汽车（Lotus Group）51%的股份，以及母公司宝腾汽车（PROTON Holding）49.9%的股份。
当前英國第一和世界第三的跑車專家的名號，被實際業績更好的邁凱倫汽車所取代，但因為更多專做超跑的小廠形勢更差或直接被逼破产，蓮花汽車得以維持下去並多度轉手融资，後來推出的使用在汽车上罕见的机械增壓器的車款，使中低排氣量的跑車擁有極高的速度和易上手的操縱性能，莲花汽车終於在2016年起再度盈利。
蓮花成名作蓮花7車系是一些像方程式賽車或沙灘車一样，沒有門窗和車頂而稱為開放式車體的完全地輕量化的跑車，很好的满足了驾驶乐趣。但其給人過分賽車化的印象且乘坐時不舒適，最重要是有些國家不允許合法上路，雖然價格不貴其競爭力仍然不強。
而蓮花7車系在停產後授權多家小廠仿制和推出了組件汽車版本，最有代表是Caterham 7 ，另還有很多僅購入不完整產權的更小的廠家，和一些在專利過後投產的仿制車，以及純粹僅在外觀有些似的仿古車。有人認為有近二百家小廠生產過這類車，參見蓮花7系仿制車不完全列表。

## 一級方程式
蓮花鼓勵它的顧客用他們的汽車來比賽，公司本身亦在1958年以隊伍的形式來參加一級方程式賽事。一輛由Stirling Moss駕駛的蓮花一級方程式賽車在1960年贏得格蘭威冶賽事。在1963年，由Jim Clark駕駛的Lotus 25贏得了蓮花第一個F1世界錦標賽。1968年三月，Jim Clark駕駛一輛二級方程式賽車Lotus 48時，在其中一個彎位後輪失控導致失事，對當時隊伍和方程式赛事都是一個重大打擊。他是一個实力强劲的車手，並駕駛著一輛实力强劲的赛車，這件事成了蓮花早期不可忘却的历史。該年的錦標賽冠軍由Clark的隊友Graham Hill贏得。
蓮花制定了中置引擎為一級方程式賽車與Indy cars最好設定的而擁有名譽，開發了第一個單體構造(monocoque)一級方程式底盤，以及將引擎與驅動橋結合為底盤的部件。蓮花亦是最先為一級方程式賽車增加定風翼來增加下壓力、將散熱器移到車身側面來增加空氣動力性能以及發明活動式懸掛的車廠。

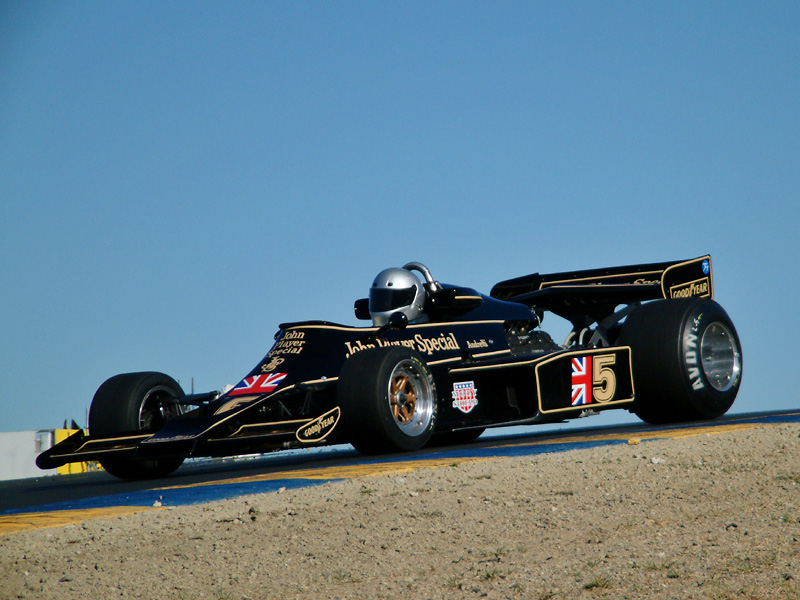
Lotus 77

儘管Chapman去世，蓮花直至80年代後期仍是一級方程式賽事的主要選手。Ayrton Senna於1985年至1987年為蓮花隊駕駛賽車，在每一年勝出兩次並獲得排名17。但是該公司在最後一次參加1994年的一級方程式時車輛已不再具有很高的競爭力。在參加一級方程式的年份裏，蓮花總共贏得了81次分站大奖赛，7次制造商冠军，6次车手冠军。在Chapman的一生中，他看到蓮花擊敗了法拉利成為首个取得50次分站大奖赛的胜利的队伍，而法拉利在被蓮花第一次于分站大奖赛上击败的9年前，就贏得第一次一級方程式賽事。
獲得世界冠軍的一級方程式車手：
- 1963年: Jim Clark
- 1965年: Jim Clark
- 1968年: Graham Hill
- 1970年: Jochen Rindt - 唯一死後追封的世界冠軍
- 1972年: Emerson Fittipaldi
- 1973年: 廠商的一級方程式冠軍(車手的冠軍為Tyrrell)
- 1978年: Mario Andretti

## 蓮花汽車型號

### 早期

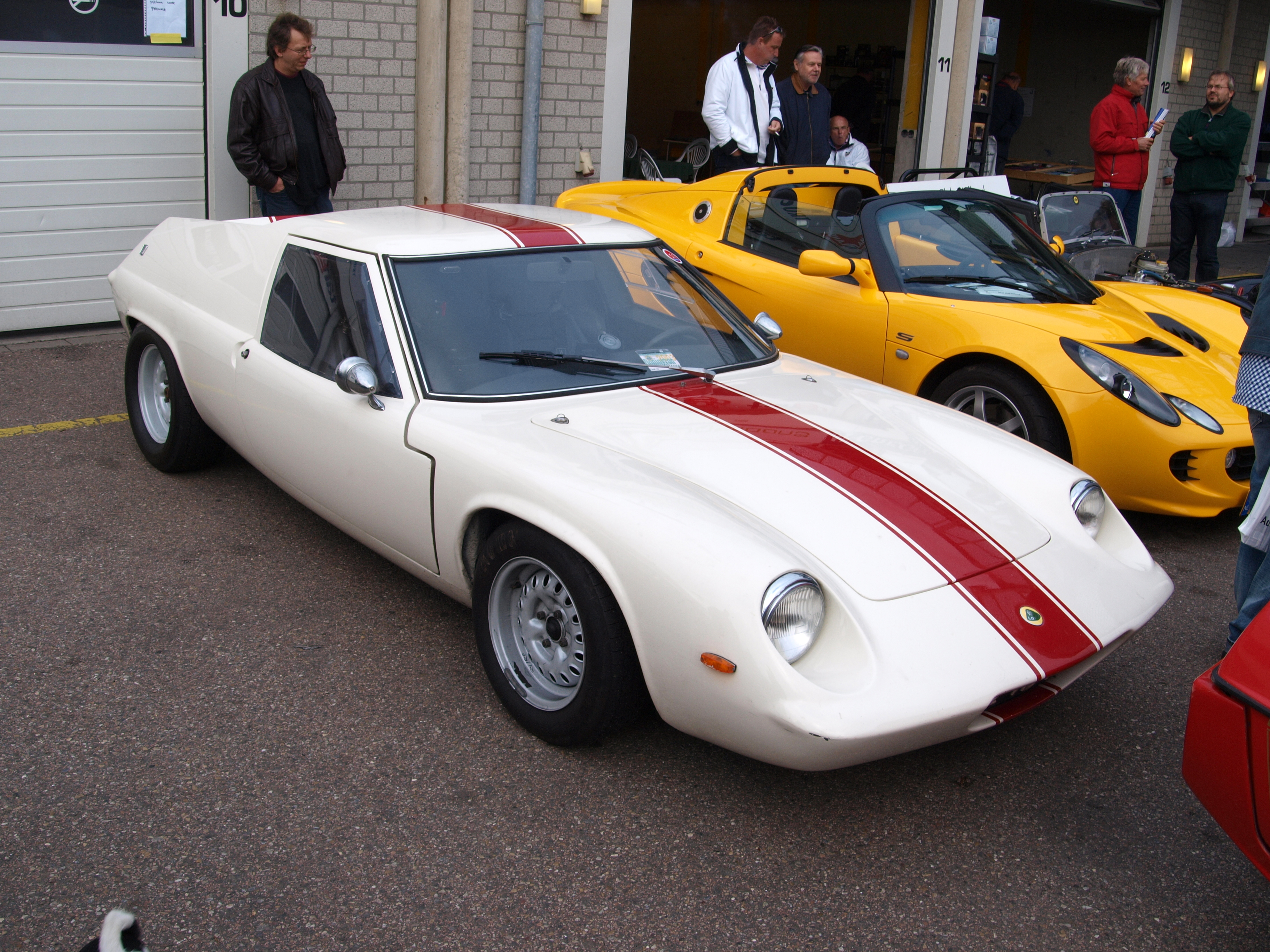
Lotus Europa S2

- Lotus Mk1 - 1948年-1948年 基於Austin 7的試驗車
- Lotus Mk2 - 1949年-1950年 褔特的試驗車
- Lotus Mk3 - 1951年-1951年 750cc方程式賽車
- Lotus Mk4 - 1952年-1952年 試驗車
- Lotus Mk5 - 1952年-1952年 750cc方程式賽車——沒有生產
- Lotus 6 - 1953年-1955年 第一輛「出產」的賽車——大約製造了100台
- Lotus Seven - 1957年-1970年 經典的開放型賽車，一架只可用來比賽一圈的最彽限度機器。版權在1973年賣給Caterham Cars，現今仍在生產。1957年的升級版仍有售賣給指定的公司，包括Westfield Cars與Donkervoort。

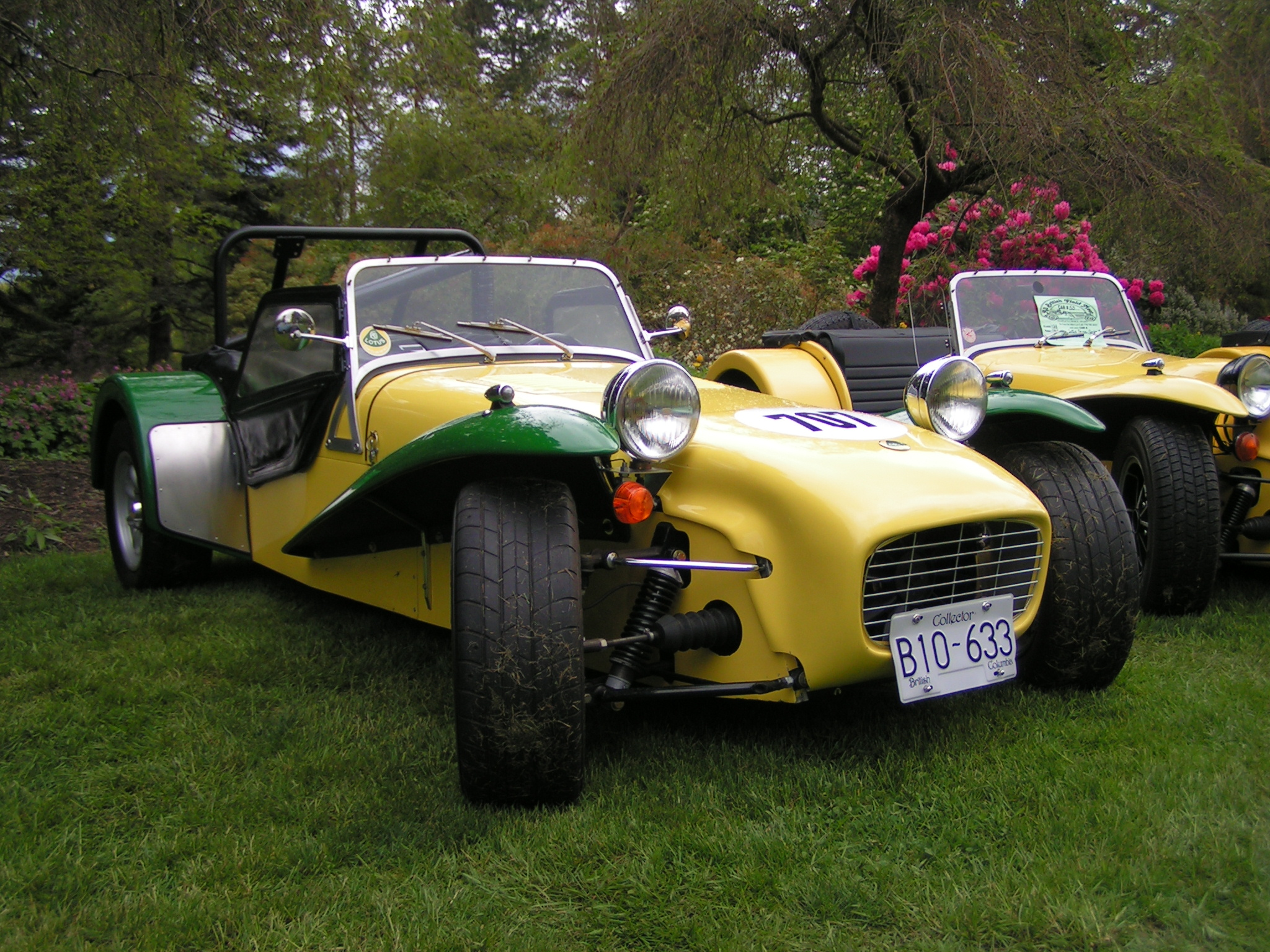
Lotus Seven

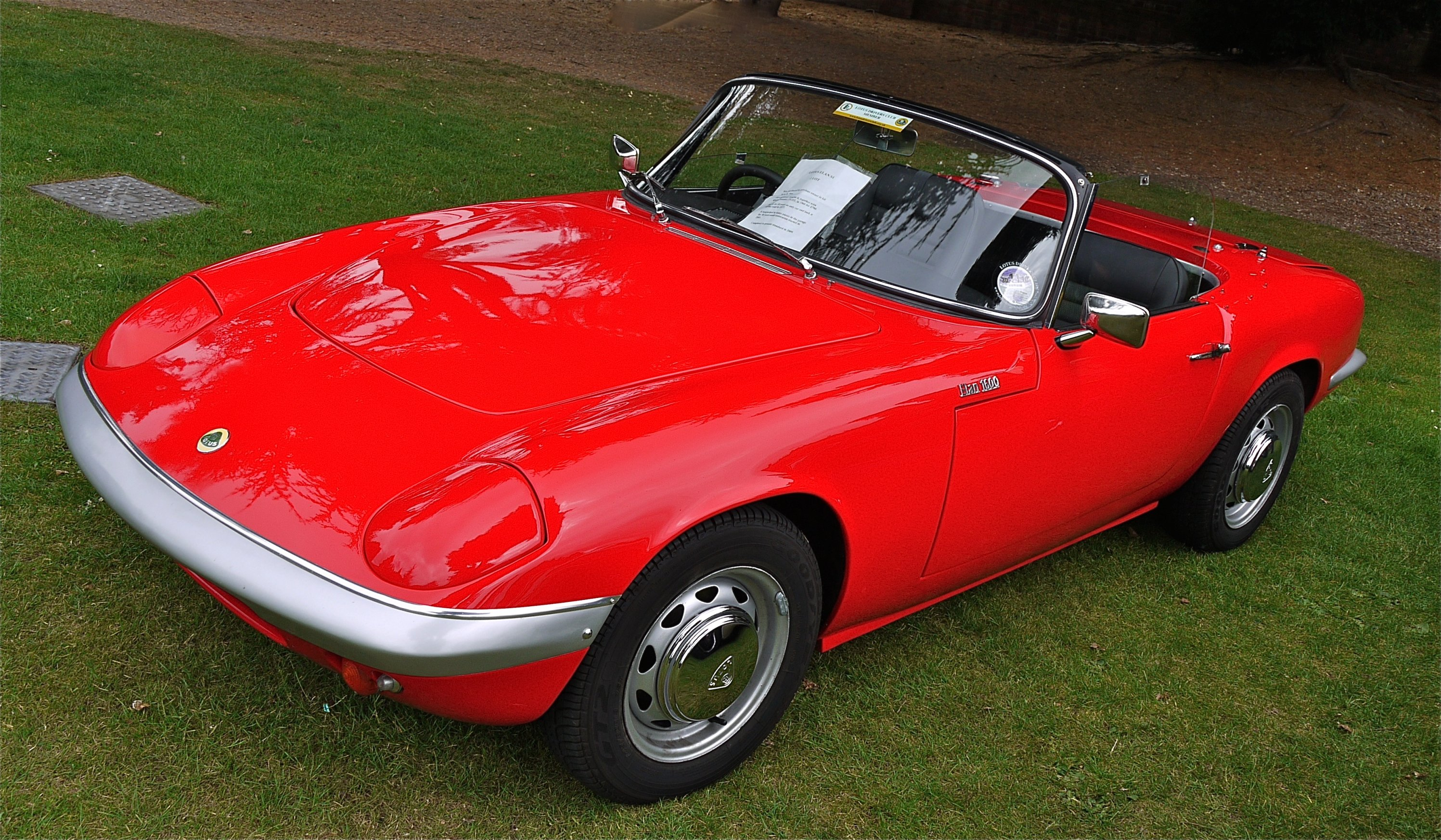
1964 Elan

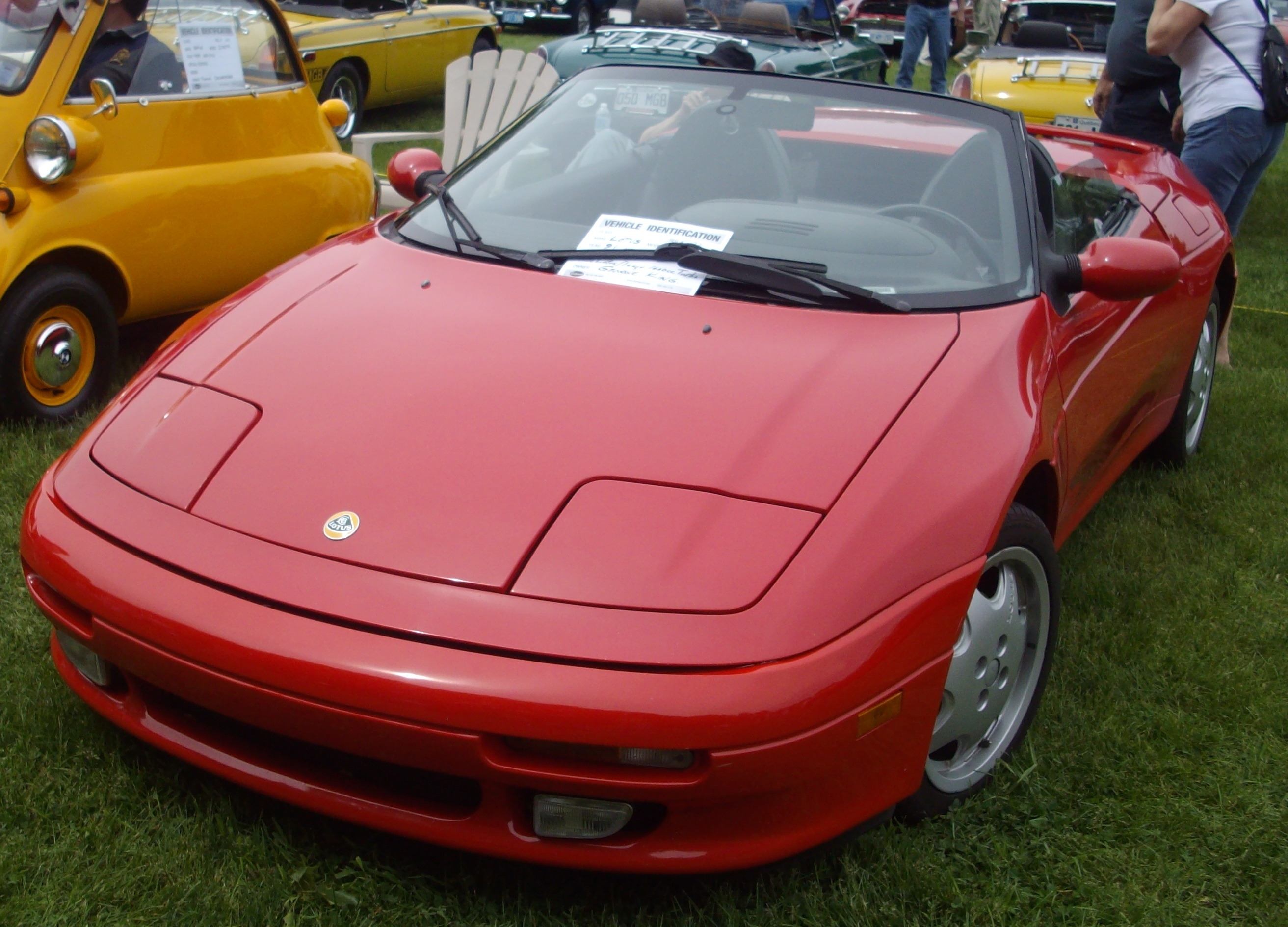
Lotus Elan M100

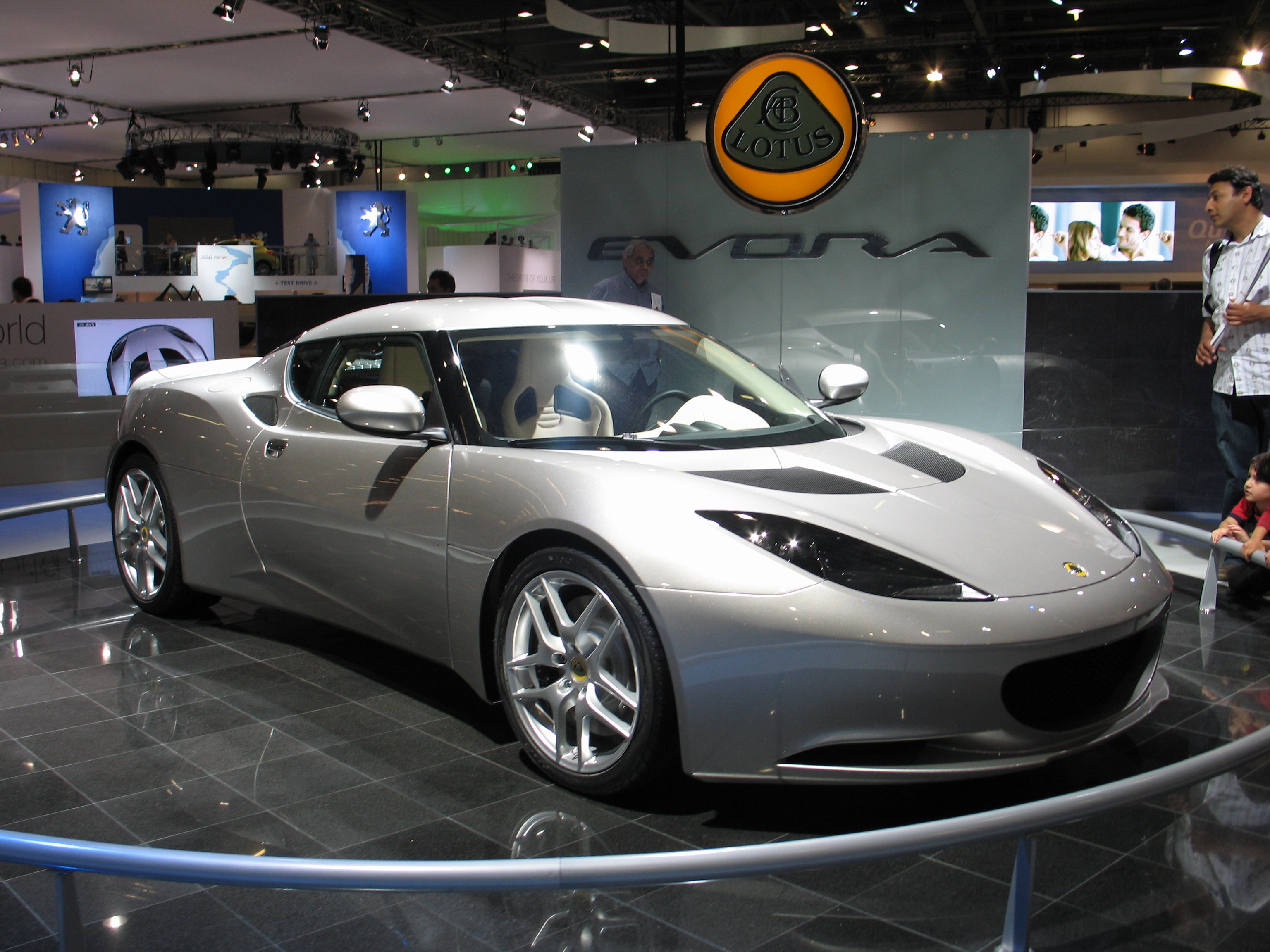
Lotus Evora

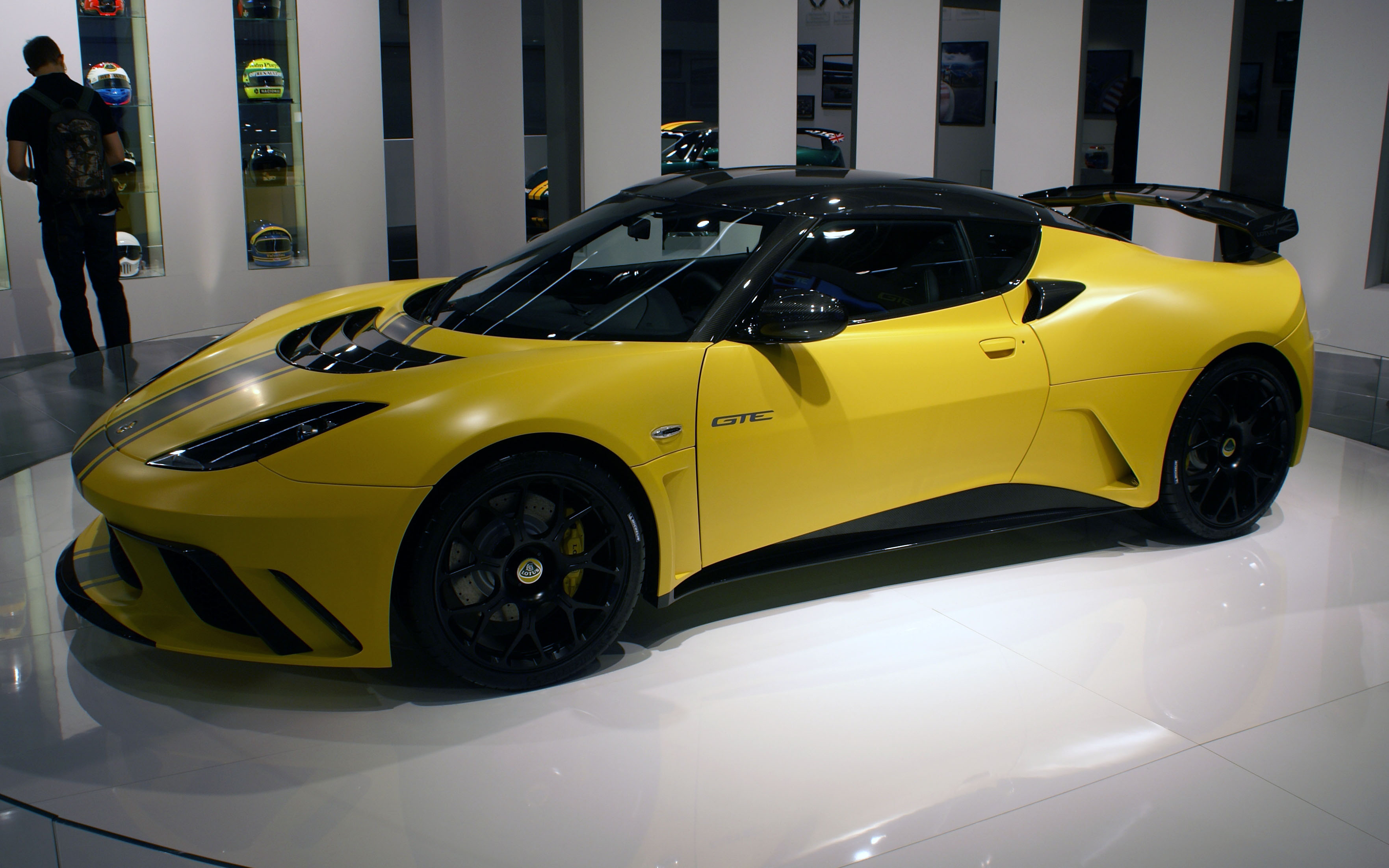
Lotus Evora GTE

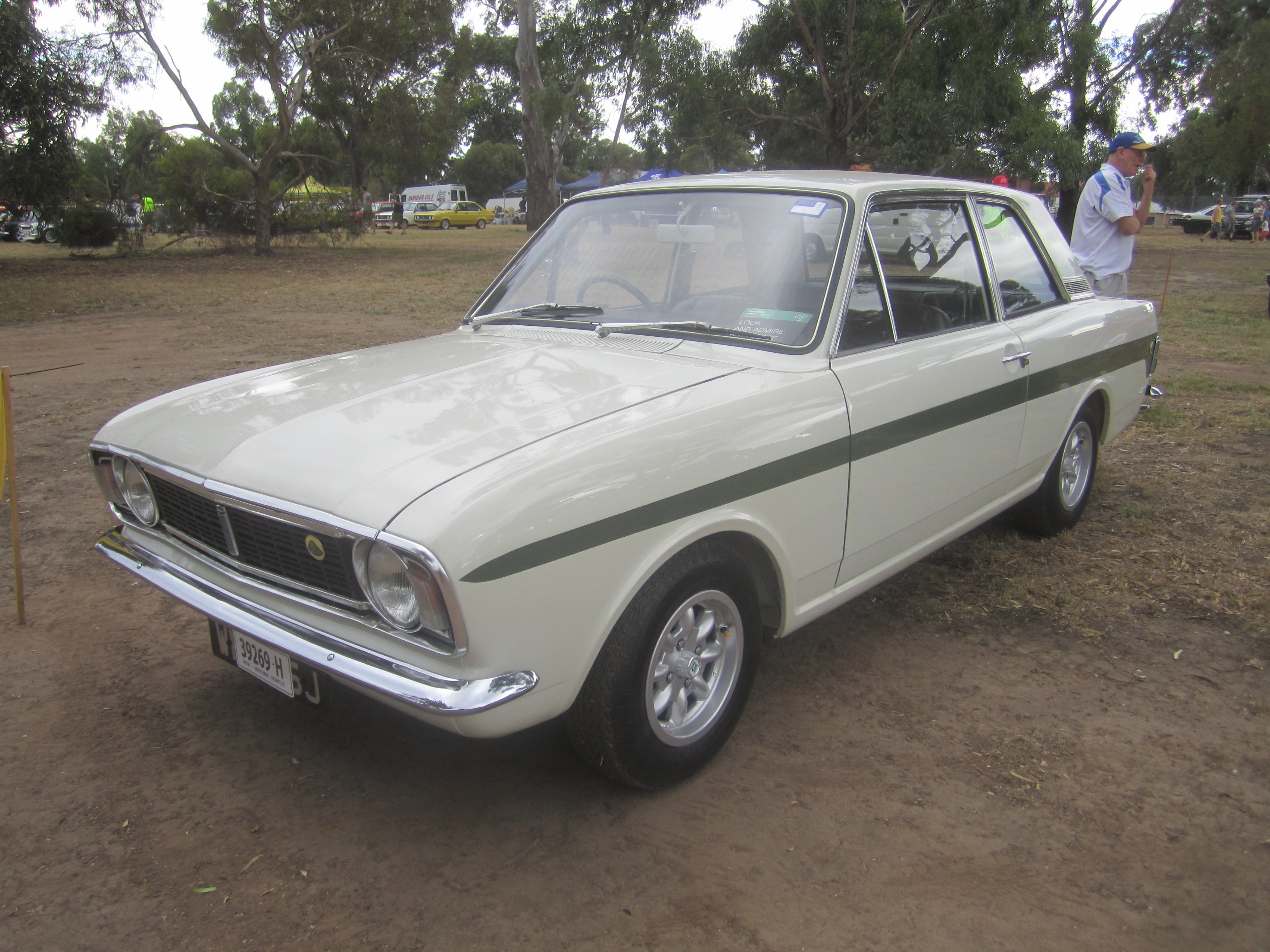
Lotus Cortina

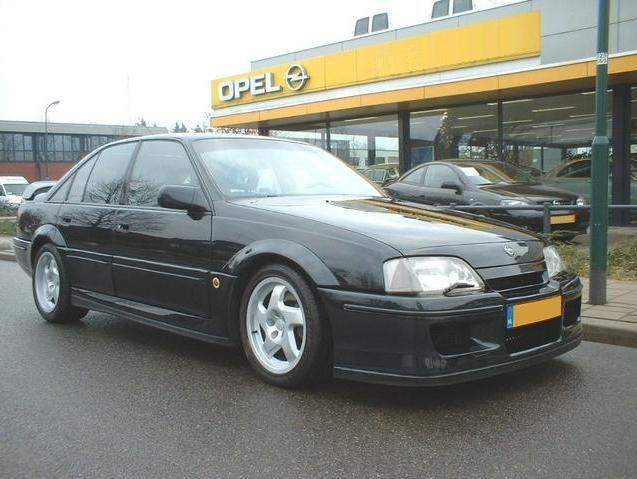
Vauxhall Lotus Carlton

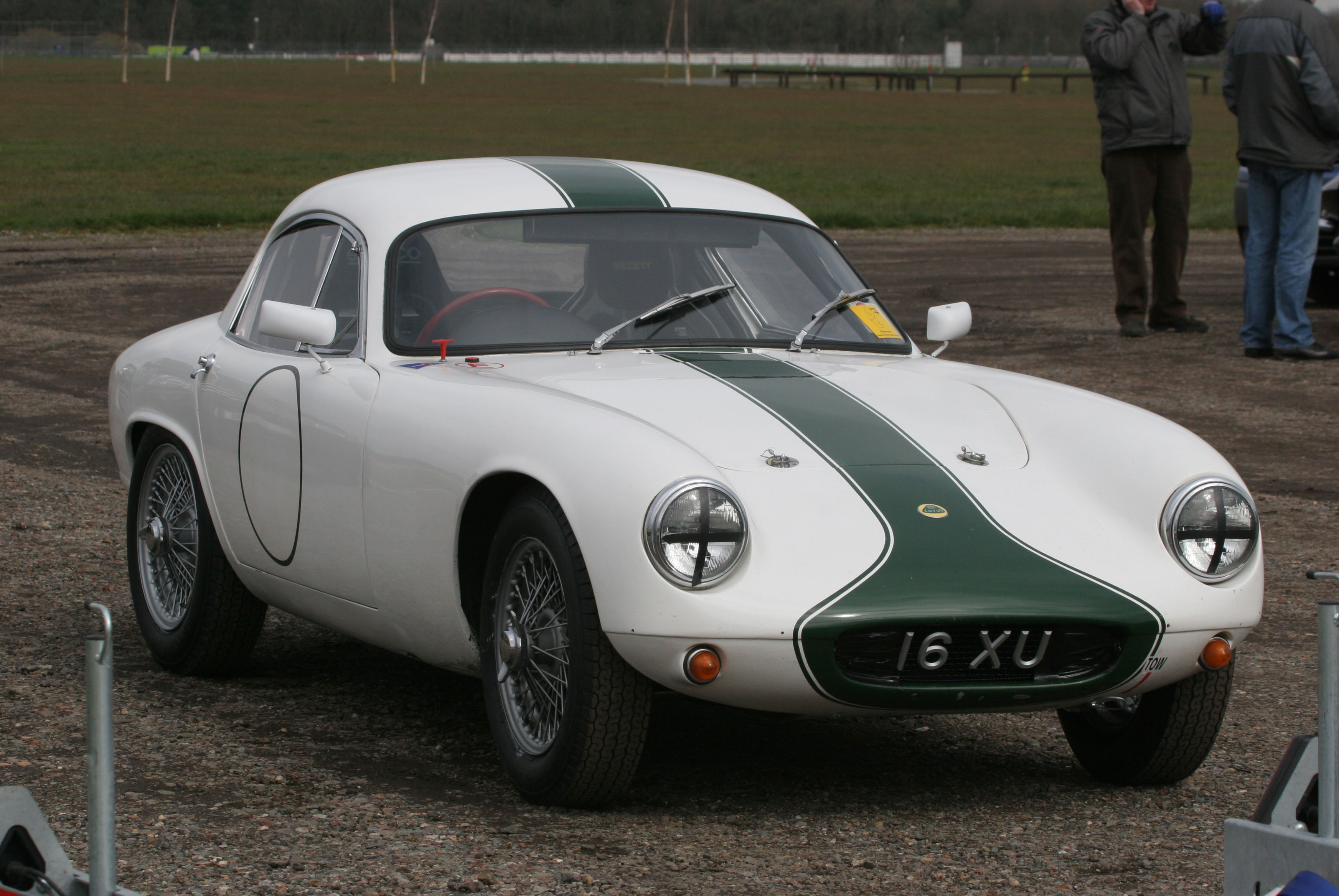
Lotus Elite

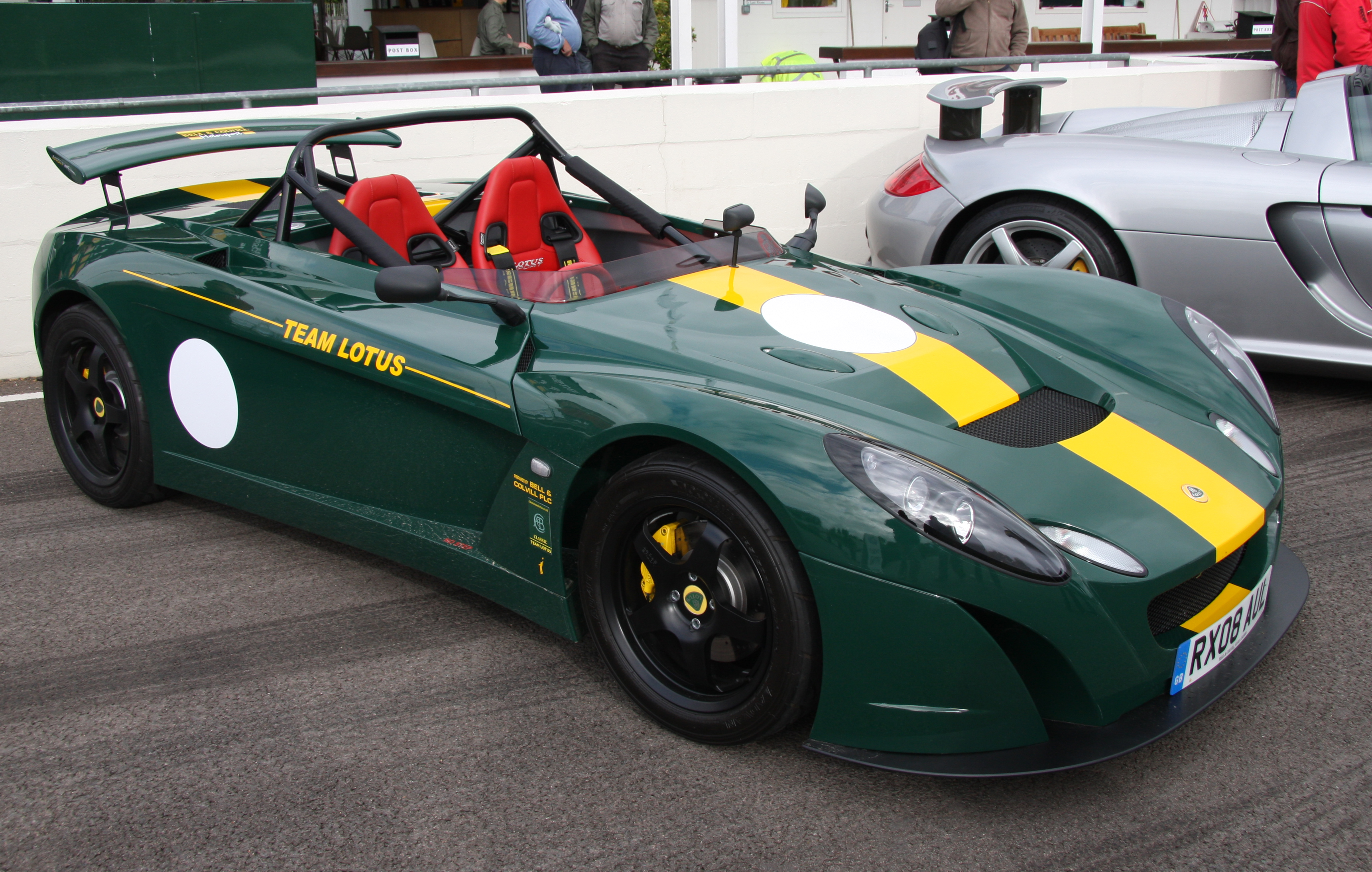
Lotus 2-Eleven

- Lotus Eight - 1954年-1954年 賽車
- Lotus Nine - 1955年-1955年 賽車，基於Eight
- Lotus Ten - 1955年-1955年 賽車，比Eight更強力
- Lotus Eleven - 1956年-1957年 賽車
- Lotus Twelve - 二級與一級方程式的賽車(1956年-1957年)
- Lotus 13 - 未使用的命名
- Lotus 14 - 1957年-1963年 第一輛街道汽車——Elite
- Lotus 15 - 1958年-1958年 賽車——Eleven的繼承者
- Lotus 16 - 1958年-1959年 基於Twelve的F1/F2汽車
- Lotus 17 - 1959年-1959年 15的升級版賽車——不成功
- Lotus 18 - 1960年-1961年 第一台蓮花dingle座位中置引擎賽車——青少年方程式/F2/F1
- Lotus 19 - 1960年-1962年 中置引擎跑車——AKA 'Monte Carlo'
- Lotus 20 - 1961年-1961年 青少年方程式
- Lotus 21 - 1961年-1961年 一級方程式
- Lotus 22 - 1962年-1965年 青少年方程式/F3
- Lotus 23 - 1962年-1966年 少規模取代中置引擎賽車
- Lotus 24 - 1962年-1962年 一級方程式
- Lotus 25 - 1962年-1964年 一級方程式世界冠軍
- Lotus 26 - 1962年-1971年 生產的街道賽車——Elan的原型
- Lotus 27 - 1963年-1963年 少年方程式
- Lotus 28 - 1963年-1966年 蓮花版的福特Cortina街道/跑車
- Lotus 29 - 1963年-1963年 Indy賽車——福特股份封鎖
- Lotus 30 - 1964年-1964年 大規模取代賽車(Ford V8)
- Lotus 31 - 1964年-1966年 三級方程式空間架構賽車
- Lotus 32 - 1964年-1965年 F2與Tasman杯的Monocoque賽車
- Lotus 33 - 1964年-1965年 一級方程式世界冠軍
- Lotus 34 - 1964年-1964年 Indy賽車——DOHC Ford
- Lotus 35 - 1965年-1965年 F2/F3/FB
- Lotus 36 - 1965年-1968年 街道版賽車——Elan
- Lotus 37 - 1965年-1965年 只製作一次擁有IRS的Seven——AKA the "Three Seven"
- Lotus 38 - 1965年-1965年 贏得Indy賽事的中置引擎汽車
- Lotus 39 - 1965年-1966年 Tasman杯方程式賽車
- Lotus 40 - 1965年-1965年 30的改良(?)版
- Lotus 41 - 1965年-1968年 三級方程式，二級方程式，B級方程式
- Lotus 42 - 1967年-1967年 Indy賽車——與Ford V8一起作賽
- Lotus 43 - 1966年-1966年 一級方程式
- Lotus 44 - 1967年-1967年 二級方程式
- Lotus 45 - 1966年-1974年 Elan的可活動版(壓彽車頭的轎車)
- Lotus 46 - 1966年-1968年 最初Renault引擎的Europa
- Lotus 47 - 1966年-1970年 Europa的賽車版
- Lotus 48 - 1967年-1967年 二級方程式
- Lotus 49 - 1967年-1969年 一級方程式世界冠軍Formula 1 World Champion
- Lotus 50 - 1967年-1974年 四座位生產的Elan +2
- Lotus 51 - 1967年-1969年 福特方程式
- Lotus 52 - 1968年-1968年 Europa雙凸輪軸試驗車
- Lotus 53 - 1968年-1968年 彽排氣量跑車——沒有製造
- Lotus 54 - 1968年-1970年 第二系列Europa的汽車製品
- Lotus 55 - 1968年-1968年 F3
- Lotus 56 - 1968年-1971年 Indy turbine wedge/F1 turbine (56B)
- Lotus 57 - 1968年-1968年 F2設計硏究
- Lotus 58 - 1968年-1968年 F1設計硏究
- Lotus 59 - 1969年-1970年 F2/F3/福特方程式
- Lotus 60 - 1970年-1973年 Seven最好的改裝版——AKA Seven S4
- Lotus 61 - 1969年-1969年 Formula ford wedge
- Lotus 62 - 1969年-1969年 (Europa試驗車)
- Lotus 63 - 1969年-1969年 4驅F1
- Lotus 64 - 1969年-1969年 4驅Indy cars——沒有對手\
- Lotus 65 - 1969年-1971年 ("與" Europa S2結盟)
- Lotus 66 - 名稱未被採用
- Lotus 67 - 1970年-1970年 計劃參加Proposed Tasman Cup的汽車——未被建造
- Lotus 68 - 1969年-1969年 F5000 prototype
- Lotus 69 - 1970年-1970年 F2/F3/Formula Ford
- Lotus 70 - 1970年-1970年 F5000/Formula A
- Lotus 71 - 未泄露的設計專題
- Lotus 72 - 1970年-1972年 Formula 1 World Champion
- Lotus 73 - 1973年-1973年 F3
- Lotus 74 - 1971年-1975年 Europa Twin Cam production cars
- Lotus 75 - 1974年-1982年 豪華四門GT——Elite II
- Lotus 76 - 1975年-1982年 長頂版的Elite II——Eclat S1——亦是1974年 F1
- Lotus 77 - 1976年-1976年 F1
- Lotus 78 - 1977年-1978年 F1 「貼地」賽車
- Lotus 79 - 1978年-1979年 一級方程式世界冠軍——亦是街道GT Esprit (1975年-1980年)
- Lotus 80 - 1979年-1979年 F1
- Lotus 81 - 1980年-1981年 F1——亦在Sunbeam Talbot拉力賽車上使用過
- Lotus 82 - 1982年-現在 渦輪增壓Esprit街道版GT 汽車
- Lotus 83 - 1980年-1980年 Elite系列第2台
- Lotus 84 - 1980年-1982年 Eclat系列第2台
- Lotus 85 - 1980年-1980年 Esprit系列第3台
- Lotus 86 - 1980年-1983年 F1雙底盤——從未比過賽
- Lotus 87 - 1980年-1982年 F1
- Lotus 88 - 1981年-1981年 F1「雙底盤」汽車——禁止
- Lotus 89 - 1982年-1992年 Excel GT——重新製作的Eclat
- Lotus 90 - 未發表Elan/Toyota
- Lotus 91 - 1982年-1982年 F1
- Lotus 92 - 1983年-1983年 F1
- Lotus 93T - 1983年-1983年 F1 渦輪增壓
- Lotus 94T - 1983年-1983年 F1 渦輪增壓
- Lotus 95T - 1984年-1984年 F1渦輪增壓
- Lotus 96 - 1984年-1984年 Indy汽車計劃——中止
- Lotus 97T - 1985年-1986年 F1 渦輪增壓
- Lotus 99T - 1987年-1987年F1 渦輪增壓——蓮花最後一台贏得F1的汽車，第一輛使用主動式懸吊系統 (Active suspension)的F1賽車
- Lotus 100T - 1988年-1988年 F1渦輪增壓
- Lotus M100 - 1989年-1995年 前置開蓬版的Elan
- Lotus 101 - 1989年-1989年 F1
- Lotus 102 - 1990年-1991年 F1
- Lotus 103 - 1990年-1990年 F1 - 沒有生產
- Lotus 105 - 1990年-1990年
- Lotus 106 - 1991年-1991年
- Lotus 107 - 1992年-1994年
- Lotus 108 - 1992年- 1992年 一輛單車 - 巴拿馬奧林匹克金獎
- Lotus 109 - 1994年-1994年
- Lotus 112 - 1995年-1995年
- Lotus 114 - 1995年-1995年
- Lotus 115 - 1997年-1997年
- Lotus Carlton - 1990年-1992年 標準版Vauxhall轎車(即Lotus 104)的調整版
- Lotus Excel - 1985年-1992年
- Lotus Eclat - (1975年-1982年)  長頂版的Elite。Elite的後頂蓬線傾斜到跑車的車頂。
- Lotus Elite - Lotus Elite是一輛超輕的兩座位轎車，在1958年至1963年中生產。它最罕見的特色為玻璃纖維的分體式結構結節。與Corvette不一樣，它使用玻璃纖維外部車身，Elite實際上使用玻璃加強塑膠材料給車上的全部負重結構。Elite也是第一輛使用Pop-up上掀隱藏式車頭燈的汽車。
- Lotus Elan - 共生產了兩代的Elan，在它們當時全都非常革新。在60年代的第一代為一輛使用了蓮花商標的鋼化背骨設計，雙倍玻璃纖維車身的小型開蓬車。是1990 年Mazda MX-5的靈感來源。第二代的是一台革新的前驅開蓬跑車。

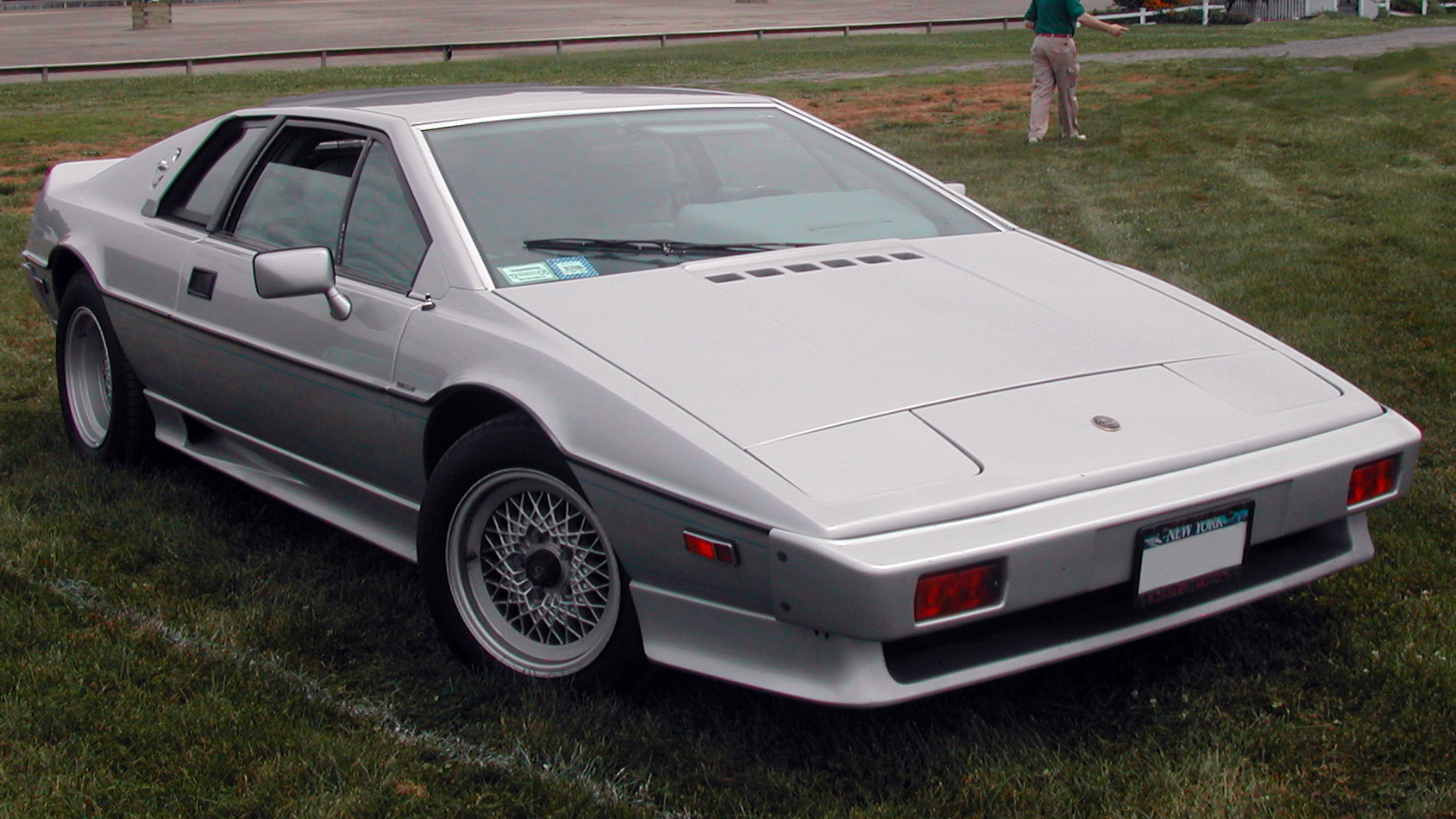
Lotus Esprit

- Lotus Europa - 1966年-1975年 中置引擎跑車，在曾出產的汽車中第一輛負擔得起中置引擎跑車
- Lotus Elan - 第二輛Elan，在1989年發表，是一輛技術領先的汽車，但違反了蓮花「透過輕量獲得效能」傳統而令它受到損害。想法為前驅的蓮花汽車，使用渦輪增壓引擎，是一個勇敢的概念以及它壟斷性的性能是不可否認的。但一些蓮花的支持者認為它的操緃不能和原來的Elan相比和它相對較高的價格(例如與Mazda MX-5相比) 導致它的銷售不太成功
- Lotus Esprit - 一輛中置引擎跑車，於70年代早期開始發售。Esprit在發售時引起很多震撼——它的幾何、淚光切割線條好像比路上或影片上任何東西更有未來感。該汽車主要在1977年占士邦電影鐵金剛勇破海底城和簡略地在For Your Eyes Only出現過。後期的Esprit在1990年電影Pretty Woman與Basic Instinct中出現。該樣式由意大利設計師Giugiaro設計。Esprit開始為一個輕高串4氣缸設計，在最終使用取代為一台高性能的V8引擎前經過了幾次了數次的渦輪與電子部件更新。最後一輛Lotus Esprit經過了28年的生產後在2004年2月20日從生產線除下。由1976年開始總共製造了10,675台Esprit。

- Lotus Europa S - 新的跑車型旅行車 (GT)-賦與蓮花的客戶一輛引人注目二座位的跑車，與有效提高旅遊與慢速行駛的能力。令司機更高級的實用與高尚來補足撲素的Lotus Elise與Exige型號。蓮花Europa S跟隨蓮花的核心宗旨輕量，靈巧的使用先進與高科技材質，包括突出的鋁骨架結構，混合的車身嵌板與一個非常先進的混合能量吸收式前踫撞結構。
- Lotus 2-Eleven 一種沒有車門和車窗，開放式車體的開篷車，明確有繼承蓮花7系的意圖。

### 最近停產
蓮花之所以在三次石油危機後仍然屹立不倒，因為是在上世紀末到新䕑初開發出一系列成功的車系，但在適應新的市場和汽車法例下，這些本不過舊的成功車系仍然在2020年代初提早停產，資源用在更新一代的蓮花汽車上。

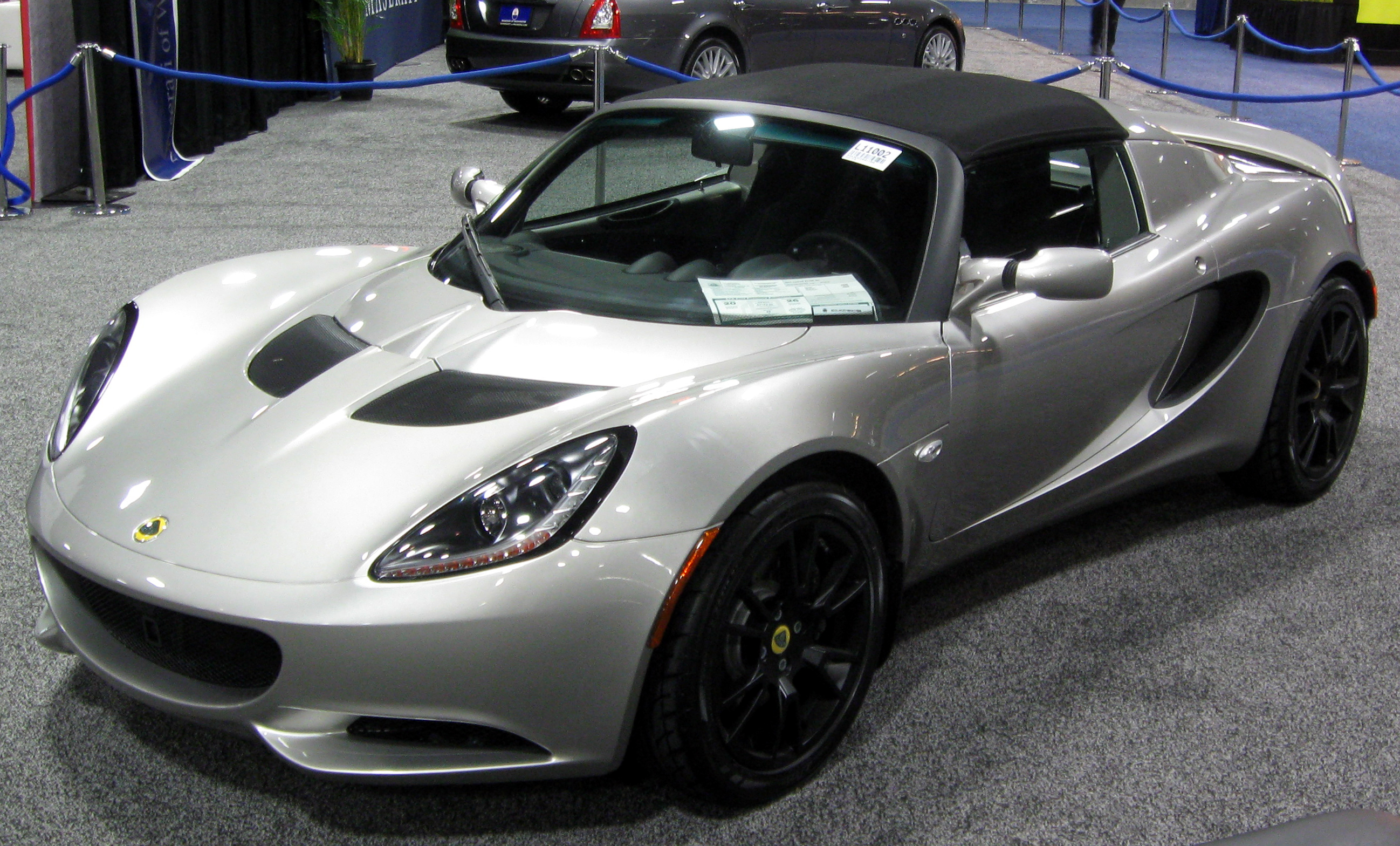
The Lotus Elise

- Lotus Elise - Elise結合了很多工程革新，例如鋁擠壓結構與一個混合的車殼。Elise亦大量生產了幾種比賽變種，包括一個稱為340R的外國生產的限量系列，擁有一個摹仿著名的Seven的開放車身設計，引擎採用英國Rover汽車的K系列四氣缸引擎，第一代Elise銷售十分成功，仿彿Lotus經典跑車Super 7 的現代版，提供駕駛人單純直接的跑車操控樂趣，讓Lotus跑車公司重生。第二代Elise現已引入美國，使用一台豐田引擎以通過美國嚴格的發行條例。

- Lotus Exige - 豐田引擎轎車版的Lotus Elise，提供更堅硬與一些額外的修改以提供更多下壓力(因此不只是一部環繞原版Elise的汽車)。Exige是一台合法在街道上行駛的汽車，公報價格為$50,000。

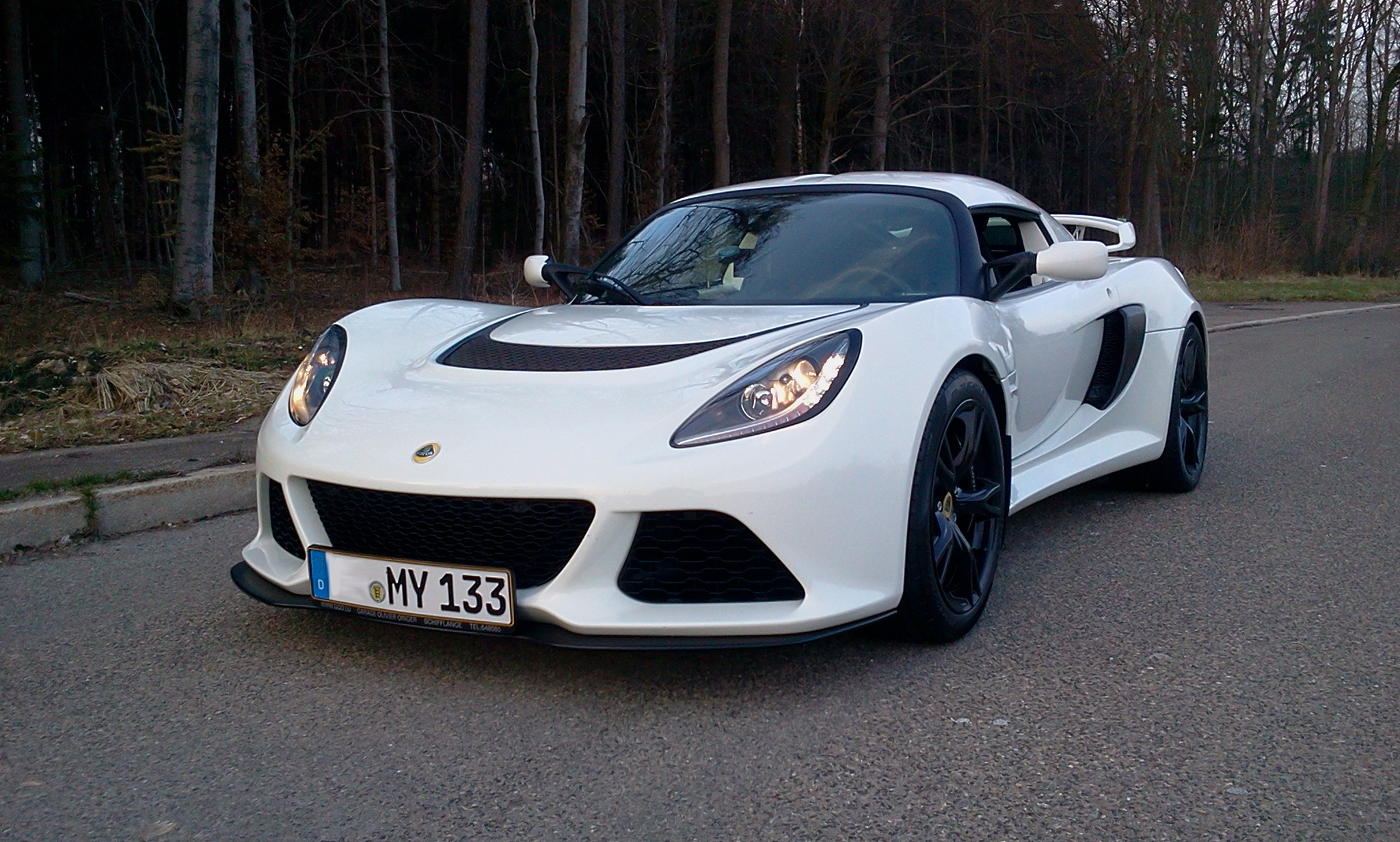
Exige S

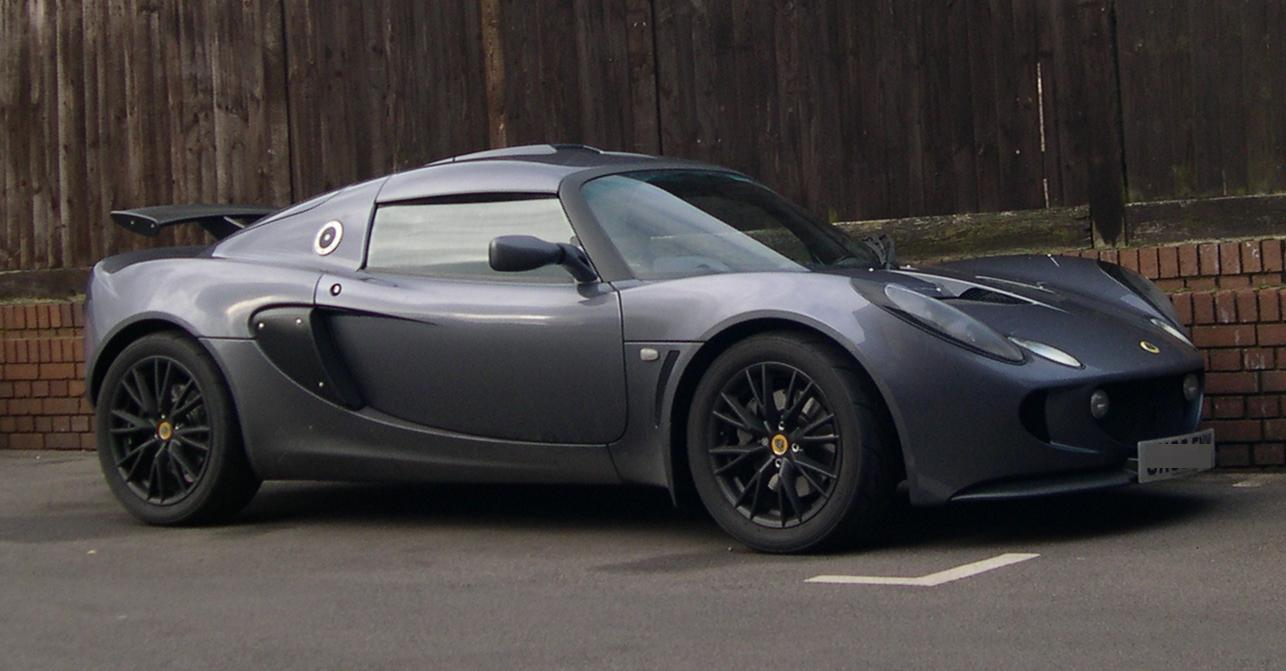
Lotus Exige

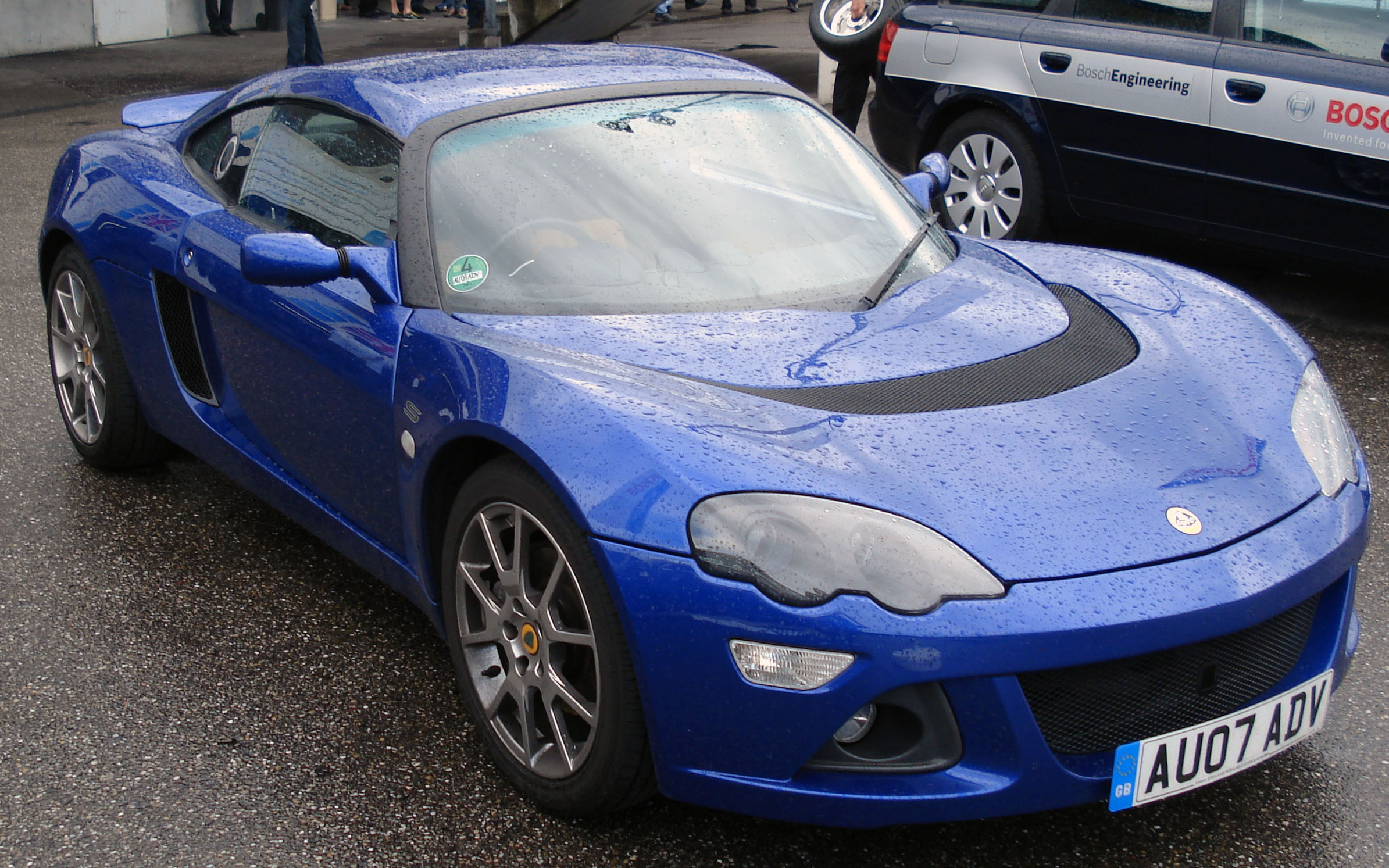
Lotus Europa S

- Lotus Evora - 現時性能最強的蓮花型號（Evora 400），採用豐田出品的3.5公升V6引擎。

- Lotus 3-Eleven - 繼承7系和2-11的開放式車體的開逢車，外觀類似方程式賽車和沙灘車，有意回應一些新興英國小廠模仿以當年蓮花7系的風格，作為其正統的繼承車系。

### 2020年代全新車型
- Lotus Evija

- Lotus Emira

- Lotus Eletre

- Lotus Emeya

### 共同硏發
- Vauxhall Lotus Carlton (also Opel Lotus Omega) (Lotus Type 104) - 在當時(90年代早期)為最快的房車，極速為超過170 mph (274 km/h)。
- Lotus Talbot Sunbeam - Talbot在70年代的揭背拉力小跑車
- Lotus Cortina - 著名的Cortina蓮花版
- 蓮花亦有生產Vauxhall VX220 / Opel Speedster，基於Lotus Elise的鋁製懸掛設計。那些型號的生產在2005年停止

當Vauxhall在1967年Earls Court車展公佈它的新偏鋒四引擎，展示出口徑與蓮花計劃的一模一樣。Colin Chapman立刻與Vauxhall達成購買一些它們鍛鐵組件的協議，令蓮花可硏發自己的鋁製氣缸蓋用來提高用在Eclat、Excel、Sunbeam與Esprit 的9xx系列引擎的生產速度。

## 蓮花機械工程
- APX (亦稱為「鋁效能集合」)

APX是一台在2006日內瓦車展展出的鋁製轎車，使用了蓮花機械工程的「多元化汽車架構」(簡稱VVA)。
有鑒於VVA技術會用於製作一輛新的中置引擎蓮花跑車，APX實際上是一輛由蓮花機構區分動力的高性能的四輪驅動前置。

## 深入的書籍
- Gerard ('Jabby') Crombac, Colin Chapman: The Man and His Cars (Patrick Stephens, Wellingborough, 1986)
- Mike Lawrence, Colin Chapman: The Wayward Genius (Breedon Books, Derby, 2002)
- Ian H. Smith, The Story of Lotus: 1947-1960	Birth of a Legend (republished Motor Racing Publications, Chiswick, 1972)
- Doug Nye, The Story of Lotus: 1961-1971 Growth of a Legend (Motor Racing Publications, Chiswick, 1972)
- Robin Read, Colin Chapman's Lotus: The early years, the Elite and the origins of the Elan (Haynes, Sparkford, 1989)
- Anthony Pritchard, Lotus: All The Cars (Aston Publications, Bourne End, 1990)
- Doug Nye, Theme Lotus: 1956-1986 (Motor Racing Publications, Croydon, 1986)
- Peter Ross, Lotus - The Early Years 1951-54 (Coterie Press, Luton, 2004)

## 外部連結
- 蓮花集團官方網頁 （页面存档备份，存于）
- Lotus Cars
- Lotus Cars USA （页面存档备份，存于）
- 富利堡蓮花
- Colin Chapman biography by Dennis David （页面存档备份，存于）
- Classic Team Lotus (Lotus 78/79/80)
- Hethel airfield (site of test track)
- Lotus Club Online. Official site for ClubLotus the worlds largest independent Lotus Owners club
- Lotus Esprit World - Lotus Engine Development （页面存档备份，存于）